# Peștera Vălenii Șomcutei
Peștera Vălenii Șomcutei (monument al naturii) este o arie protejată de interes național ce corespunde categoriei a III-a IUCN (rezervație naturală de tip speologic), situată în județul Maramureș, pe teritoriul administrativ al orașului Șomcuta Mare

## Localizare
Aria naturală se află în partea sud-vestică a județului Maramureș, pe teritoriul sudic al satului Vălenii Șomcutei, în apropierea drumului național DN1C care leagă municipiul Cluj-Napoca de Baia Mare.

## Descriere
Rezervația naturală a fost declarată arie protejată prin Legea Nr. 5 din 6 martie 2000 publicată în Monitorul Oficial al României Nr. 152 din 12 aprilie 2000 (privind aprobarea Planului de amenajare a teritoriului național - Secțiunea a III-a -  arii protejate) și ocupă o suprafață de 5 hectare.
Aria naturală reprezintă o cavernă (peșteră în abruptul stâng al Văii Vălenilor) săpată în calcare badeniene (cu alge calcaroase de tip Lithothamnion calcareum) și prezintă o singură intrare, mai multe galerii, săritori, marmite, gururi și un curs de apă subteran cu debit permanent. Peștera este și sit arheologic, aici descoperindu-se mai multe resturi ceramice atribuite epocii bronzului[.

## Atracții turistice
În vecinătatea rezervației naturale se află mai multe obiective de interes turistic (lăcașuri de cult, monumente istorice, situri arheologice, zone naturale), astfel:

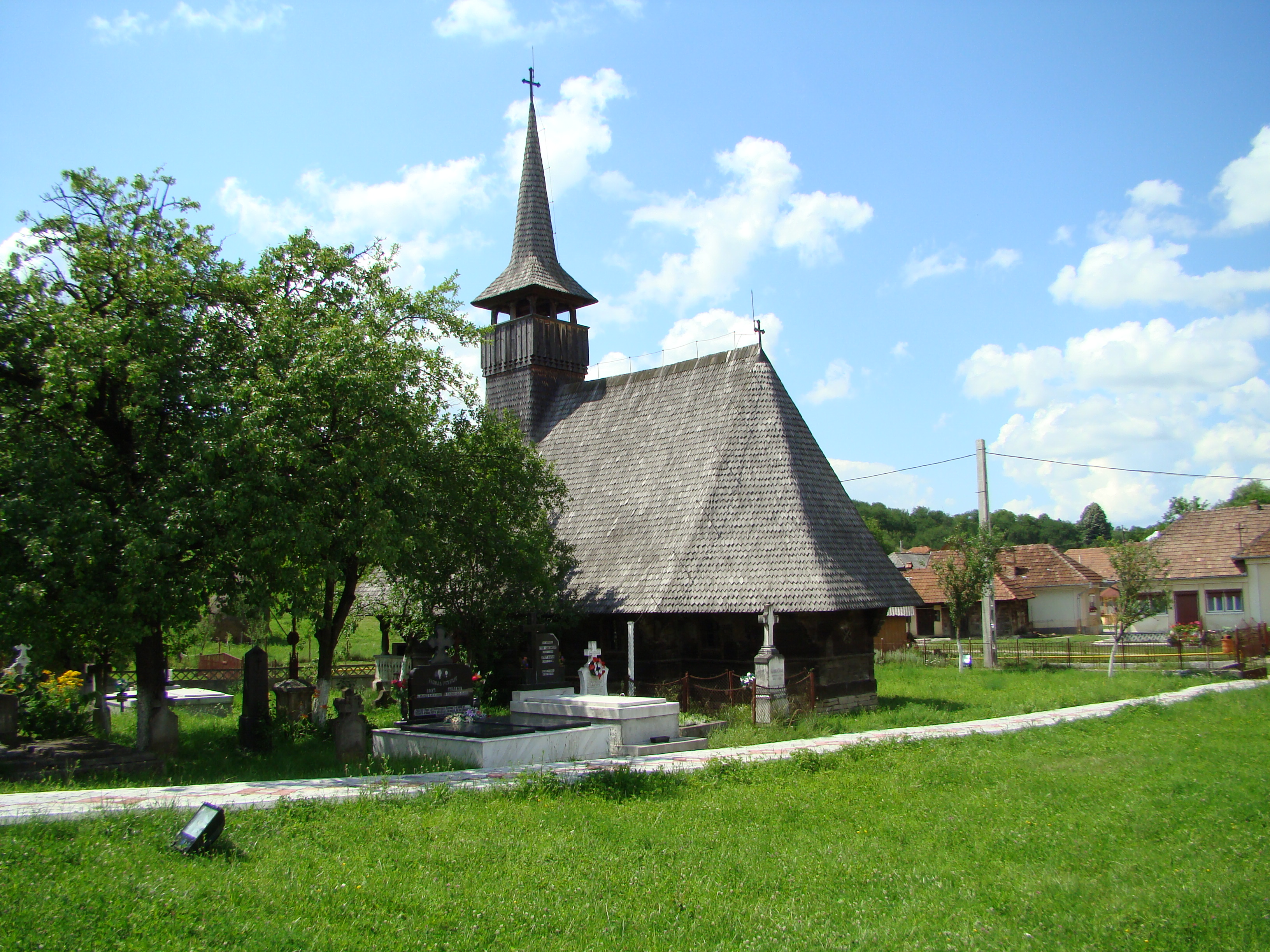
Biserica de lemn din Vălenii Șomcutei

- Biserica ortodoxă cu hramul „Sfinții Apostoli Petru și Pavel” din Șomcuta Mare (construcție 1862-1885), monument istoric
- Biserica romano - catolică „Sf. Vasile” din Șomcuta Mare, construcție 1895, monument istoric
- Biserica de lemn din Vălenii Șomcutei, construcție secolul al  XVII-lea, monument istoric[6]. Lăcașul de cult are hramul „Sfinții Arhangheli Mihail și Gavril”
- Biserica de lemn „Sfinții Arhangheli Mihail și Gavril” din Codru Butesii, construcție 1700, monument istoric[7]
- Sediul Districtului Chioar (azi Unitate militară de jandarmi), construcție 1861, monument istoric (Șomcuta Mare)
- Tribunalul de plasă (azi Judecătoria și Parchetul Șomcuta Mare), construcție secolul al XIX-lea, monument istoric
- Situl arheologic „Valea lui Ștefan” de la Vălenii Șomcutei
- Situl arheologic „Ograda Budenilor” de la Vălenii Șomcutei